# Sumin, Warmińsko-Mazurskie
Sumin [ˈsumin] (tiếng Đức: Summin)  là một ngôi làng ở quận hành chính của Gmina Biskupiec, trong huyện Nowomiejski, Warmińsko-Mazurskie, ở miền bắc Ba Lan.